# Jangon
Jangon (burmai: ရန်ကုန်; nyugati átírásban Yangon), korábban: Rangun, Mianmar (Burma) legnépesebb városa, 1862-től 2005-ig az ország fővárosa.

## Fekvése
A város az Iravádi (Irrawady) hatalmas deltájának keleti részén, a Rangun (Hlaing) nevű folyóág mellett épült.

## Éghajlat
| Hónap | Jan. | Feb. | Már. | Ápr. | Máj. | Jún. | Júl. | Aug. | Szep. | Okt. | Nov. | Dec. | Év   |
| --- | ---- | ---- | ---- | ---- | ---- | ---- | ---- | ---- | ----- | ---- | ---- | ---- | ---- |
| Rekord max. hőmérséklet (°C) | 38,9 | 38,9 | 40,0 | 41,1 | 41,1 | 37,8 | 37,8 | 34,4 | 38,9  | 37,8 | 38,9 | 35,6 | 41,1 |
| Átlagos max. hőmérséklet (°C) | 33,2 | 35,2 | 36,7 | 37,5 | 34,2 | 30,8 | 30,3 | 30,0 | 30,9  | 32,2 | 33,1 | 32,5 | 33,0 |
| Átlagos min. hőmérséklet (°C) | 16,7 | 18,4 | 21,0 | 23,8 | 24,3 | 23,6 | 23,2 | 23,2 | 23,2  | 23,1 | 21,3 | 17,8 | 21,6 |
| Rekord min. hőmérséklet (°C) | 12,2 | 13,3 | 16,1 | 20,0 | 20,0 | 20,0 | 21,1 | 20,0 | 20,0  | 20,0 | 15,0 | 12,8 | 12,2 |
| Átl. csapadékmennyiség (mm) | 0    | 3    | 12   | 38   | 328  | 566  | 606  | 571  | 394   | 200  | 59   | 7    | 2783 |
| Havi napsütéses órák száma | 300  | 272  | 290  | 292  | 181  | 80   | 77   | 92   | 97    | 203  | 280  | 288  | 2452 |
| Forrás: Danish Meteorological Institute (sun and relative humidity 1931–1960), Tokyo Climate Center (mean temperatures 1981–2010) |      |      |      |      |      |      |      |      |       |      |      |      |      |

## Története

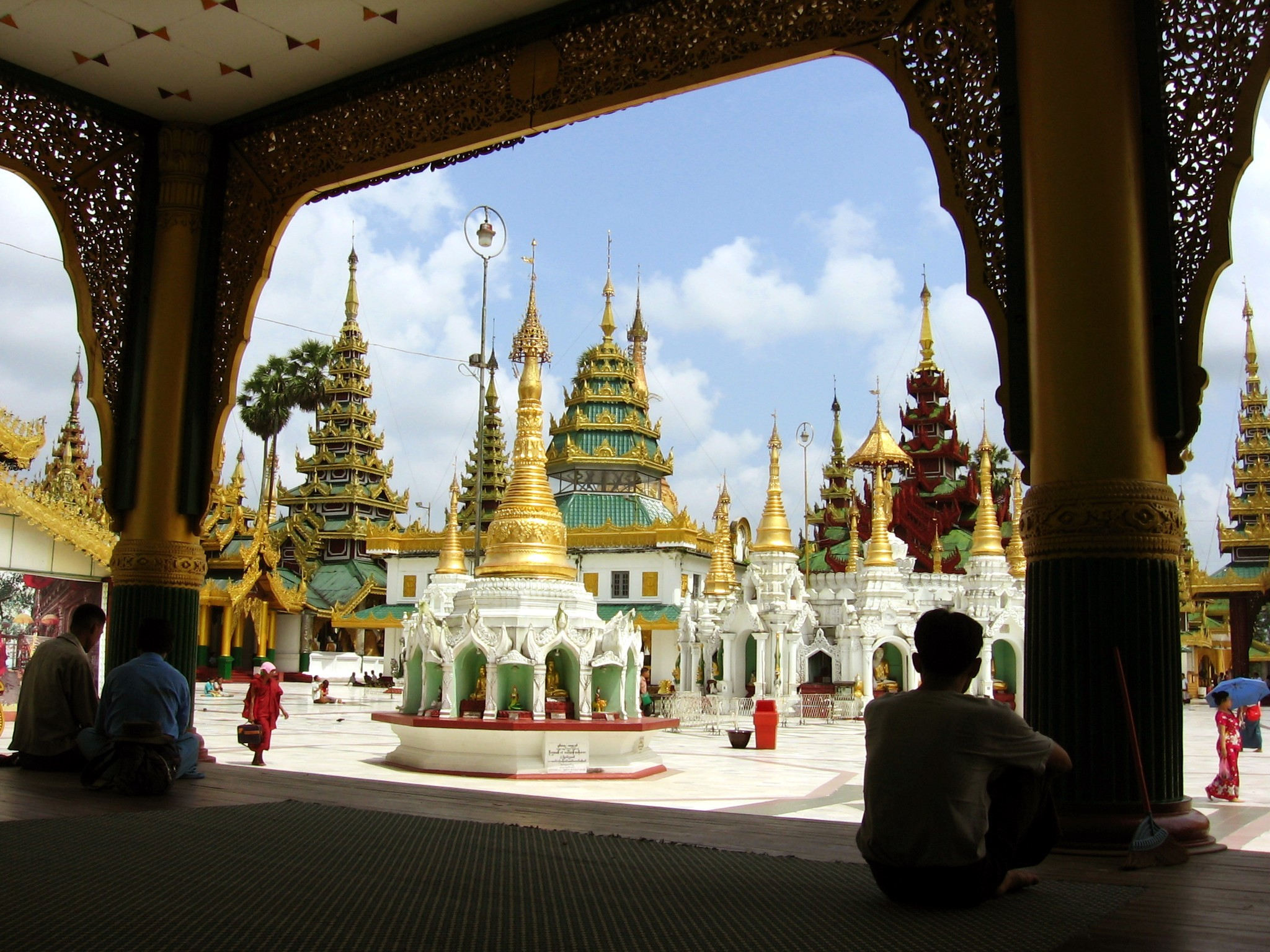
Sve Dagon pagoda

A várost a 18. században alapították. Helyén az alapítás előtt egy kisebb település, Dagon állt, melyet a középkorban itt épült Sve Dagon nevű pagodájáról neveztek el.
Ez a Mon-királyok idején, a 15. század elején lett város.
1755-ben az utolsó burmai dinasztia megalapítója, Alaungpaja az ország egyesítése után új várost alapított és kikötőt építtetett Dagon helyén, és ide helyezte át székhelyét. Az új városnak a Jangon ("a harc vége") nevet adta.
1824-ben az első angol–burmai háború kezdetén az országba benyomuló britek elfoglalták, azonban 1826-ban távozniuk kellett a városból.
1852-ben a második angol–burmai háború  alatt újból brit fennhatóság alá került, és Brit Felső-Burma közigazgatási központja lett.
1885-ben Burma teljes meghódítása után Rangun az egész gyarmat közigazgatási székhelye lett és gyors fejlődésnek indult a delta mezőgazdasági termékeinek feldolgozása és a tengeri kikötő forgalmának köszönhetően.
1872-ben Rangun lakosainak száma elérte a 100 000 főt.
1931-ben a lakosság száma már 400 000 főre gyarapodott.
A második világháború alatt a japán megszállás ellen felszabadító mozgalom bontakozott ki.
1945-ben Rangunt az egyesített burmai és angol erők szabadították fel.
1948-ban a független Burma fővárosa.
1985-ben Rangun lakossága az elővárosokkal együtt már megközelítette a 2,6 milliós lélekszámot.
A város lakosságának többsége burmai, de mellettük még indiai, kínai, karen és más kisebb nemzetiség tagjai is lakják.
Rangun mára Burma legfontosabb iparvárosává, kikötőjévé és kereskedelmi központjává vált, és a város több kulturális intézménynek is székhelye.

## Gazdaság

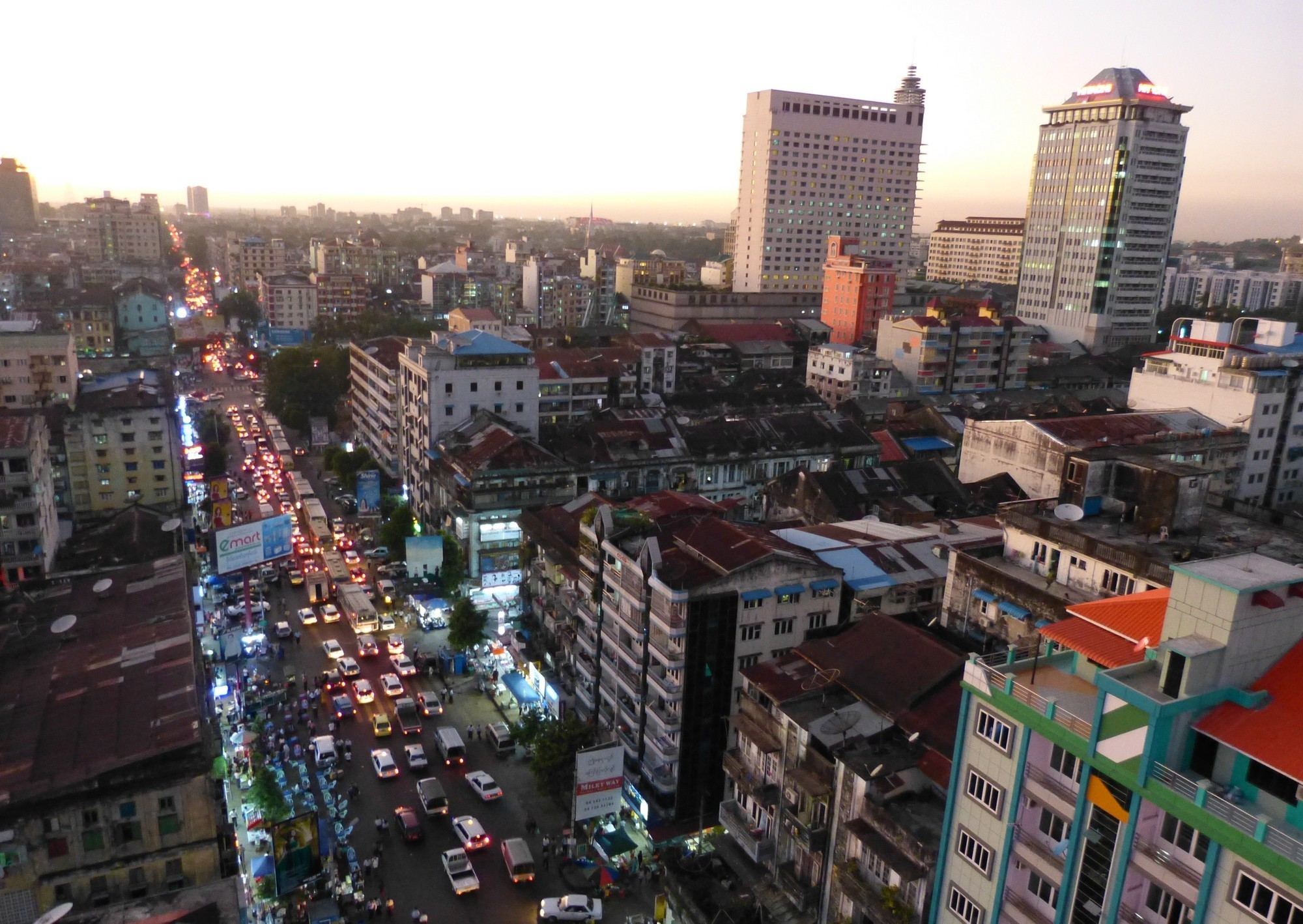
A belváros egy része

Rangun gazdasági élete szorosan kapcsolódik a kikötőhöz. A mély vizű Rangun folyó északi partján több kisebb-nagyobb kikötő is található, melyeket a nagy óceánjáró hajók is megközelíthetnek, az ország külkereskedelmének majdnem 90%-a ezeken át bonyolódik le.
Rangunt a világ legnagyobb rizskiviteli kikötőjeként tartják számon, de innen a rizsen kívül egyéb mezőgazdasági terméket és bányakincseket is exportálnak, többek között: gyapotot, fát, nyersgumit és érceket is. Az országba csereképpen a kikötőn keresztül félkész termékek, gépek, vegyi anyagok érkeznek az országba.
Az Iravádi vízi útján jutnak el a városba a delta halászati és mezőgazdasági termékei, Felső-Burma hegyvidékének fája, érce, valamint a csővezetéken keresztül a kőolaj is. Rangunt a folyami hajójáratok az ország minden nagyobb városával összekötik. A főváros egyúttal a hazai vasutak és országutak csomópontja is. A folyó partján és az úszóbárkákon is tucatjával sorakoznak a rizshántolók és magtárak.
A kikötő mellett található piacokon a halászat egzotikus termékein kívül a deltavidékről ideszállított gyümölcs- és zöldségfélék sokasága cserél gazdát, de megtalálható itt például a rizzsel töltött bambuszrügy, mangó, mandarin, ananász, batáta és a dinnyefa gyümölcse, vagy gyöngyház, emléktárgyak, bambuszból készült háztartási cikkek is.

## Oktatás
Rangunban több felsőoktatási intézmény is található. Egyetemét 1920-ban alapították, de a városban van műszaki, mezőgazdasági és szépművészeti főiskola is.

## Nevezetességek

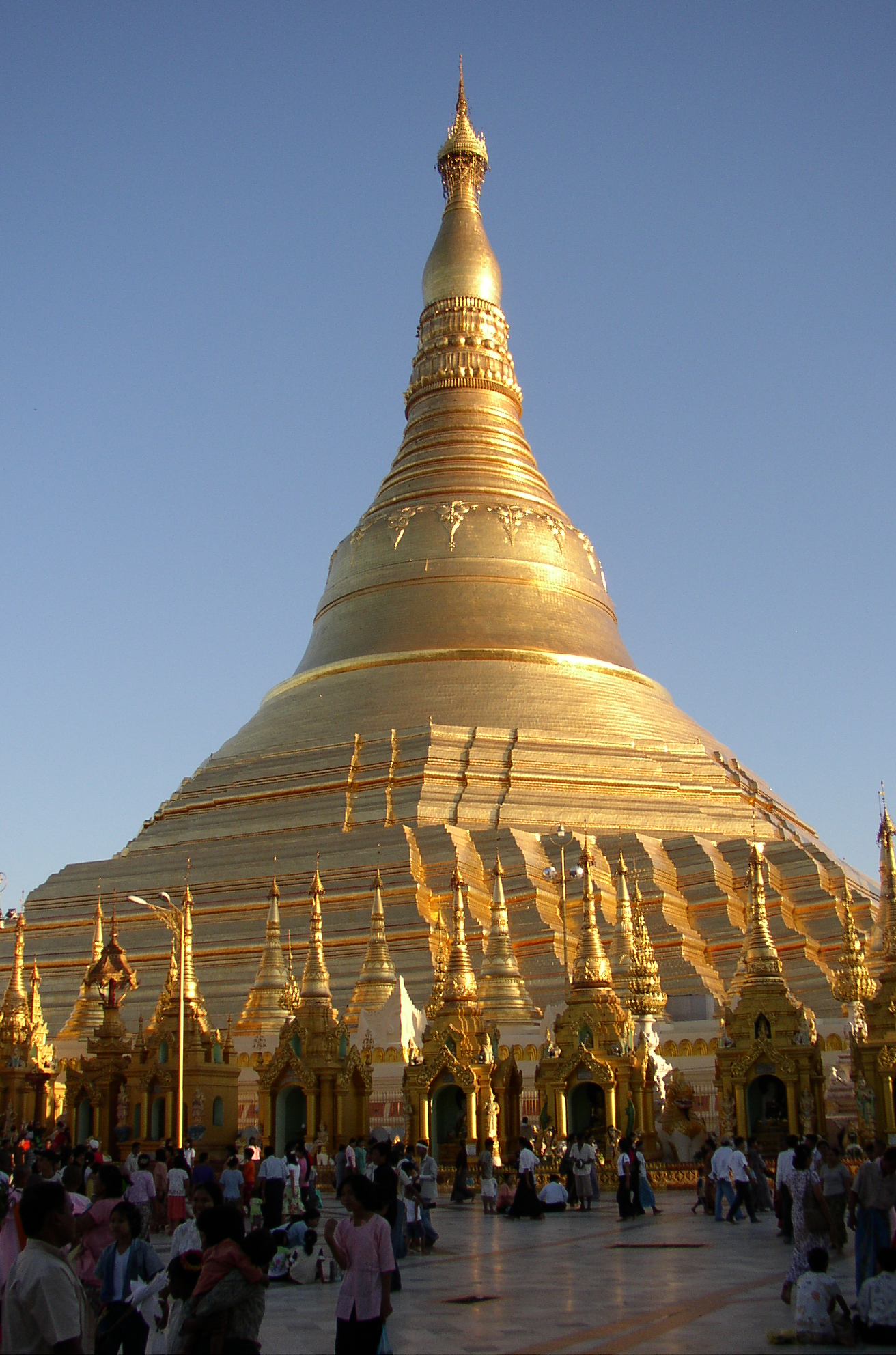
Sve Dagon pagoda fősztúpája

- Sve Dagon pagoda - a világ egyik legnagyobb pagodája. Aranyozott központi sztúpája 100 méter magasságú.

A legenda szerint kora meghaladja a 2000 évet. A fennmaradt dokumentumok azonban a XIV. századra teszik építését.
A Sve Dagon mai alakját a 18. században nyerte el. Központi sztúpája tetején a hét aranyozott gyűrűn nyugvó "esernyőt" több mint ezer arany és ezüstcsengettyű veszi körül, melyek már a könnyű szélben is megszólalnak. Fölöttük egy szélkakas és egy drágakövekkel ékesített arany gömb csillog.
A Sve Dagonhoz a fősztúpán kívül 72 aranyozott tetejű templom, álló, ülő és fekvő buddha-szobrok, valamint csipkézett tetejű kecses kolostorok és a zarándokok számára épült házak tartoznak.
- Botataung pagoda